# Ernst Gloeser

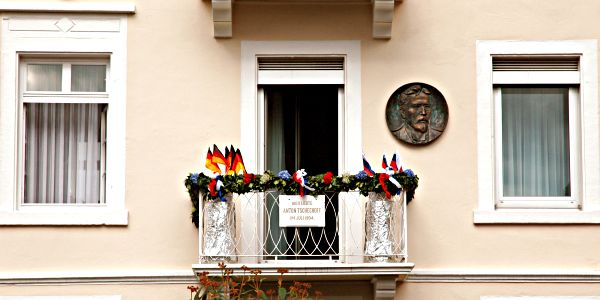
Hotel Sommer in Badenweiler, heute Park-Therme

Ernst Gloeser (* 27. September 1877 in Herrenberg; † 23. September 1956 in Freiburg im Breisgau) war ein deutscher Hotelier und Politiker (DemP, FDP).

## Leben
Nach dem Besuch der Oberrealschule in Reutlingen arbeitete Gloeser von 1895 bis 1907 im Hotelgewerbe in der Schweiz, England, Ägypten und Deutschland. In Ägypten hatte er unter anderem die gastronomische Leitung eines Nilkreuzfahrtschiffes unter sich. Er war seit 1907 Besitzer des Hotels Sommer in Badenweiler, das er gemeinsam mit seiner Frau Alice, geborene Joner, leitete. Von 1914 bis 1918 nahm er als Soldat am Ersten Weltkrieg teil. Von 1919 bis 1930 amtierte er als stellvertretender Bürgermeister der Gemeinde Badenweiler.
Gloeser trat 1946 in die Demokratische Partei ein, aus der 1948 der Landesverband der FDP Südbaden hervorging. Von Oktober 1945 bis September 1946 amtierte er als Bürgermeister der Gemeinde Badenweiler. Von 1946 bis 1947 war er Mitglied der Beratenden Landesversammlung des Landes Baden. Nach umfangreicher Renovierung, die nötig geworden war, da das Hotel zunächst als Kriegslazarett und dann einige Jahre als Kreiskrankenhaus fungierte, wurde sein Hotel 1950 unter dem Namen Parkhotel wiedereröffnet.
Nachdem seine Söhne, Ernst und Hans Gloeser, 1944 gefallen bzw. für vermisst erklärt worden waren, hinterließ Ernst Gloeser das Hotel 1956 seinen Enkelssöhnen, Hans-Dieter und Georg Christian Gloeser, die es bis 1988 weiterführten.